# Plasmodiophora
Plasmodiophora är ett släkte inom klassen Plasmodiophoromycota . En av arterna i släktet (Plasmodiophora brassicae) parasiterar rötterna på vilda och odlade korsblommiga växter. De angripna rötterna får utväxter av växlande utseende. Efter en tid ruttnar svulsterna och omvandlas till en illaluktande massa. Under sommaren innehåller många av svulstcellerna skadegörarens plasmodier, som senare ombildas till mängder av sporer. Sporerna frigörs genom att svulsterna ruttnar, överlever i jorden, utvecklas  och angriper framförallt unga rötter. Sjukdomen, som kallas klumprot, klumprotsjuka eller fingrar och tår, förekommer särskilt på olika kålsorter,till exempel kålrötter och rovor, men har även iakttagits på rädisor, lövkojor, senap och andra korsblommiga växter. Den förorsakar ofta stor skada och är svår att utrota eftersom sporerna är mycket långlivade.